# Джон Бішоп
Джон Джозеф Бішоп (англ. John Bishop, нар. 30 листопада 1966) — англійський комік, ведучий і актор.
Раніше Бішоп грав у футбол як півзахисник ФК Гайд і Саутпорт.  Його телевізійний дебют відбувся на «Панель», і згодом він з'явився в 3 і 4 сезонах  підліткової драми E4 «Скінс» і фільму Кена Лоуча «Ірландський маршрут». Він також вів власні шоу, такі як «Британія Джона Бішопа» (2010–2011), «Тільки жарти Джона Бішопа» (2013) та «Шоу Джона Бішопа» (2015). 2021 року він почав грати супутника Доктора, Дена Льюїса в «Докторі Хто».
Бішоп також мав недільний слот на ліверпульській радіостанції Radio City під назвою «Bishop's Sunday Service». Крім того, Джон відомий своєю благодійною діяльністю, зокрема зібрав 4,2 мільйона фунтів стерлінгів на Sport Relief 2012.

## Раннє життя
Джон Джозеф Бішоп народився в лікарні Мілл-Роуд у передмісті Ліверпуля у Вест-Дербі 30 листопада 1966 року в сім'ї домогосподарки Кетлін (уроджена Гакетт) і робітника Едварда Бішопа, пари з сусіднього Гайтона. У нього є старший брат, футболіст Едді, і дві старші сестри, Кеті і Керол. Він ріс переважно в містах Ранкорн і Вінсфорд в графстві Чешир, відвідував початкову школу Мердішоу Вест і академію Бруквейла. Він недовго вивчав англійську мову в Політехніці Ньюкасла і здобув ступінь бакалавра соціальних наук у Манчестерській політехніці. Пізніше він став медичним представником фармацевтичної компанії Syntex, де працював до відходу в 2006 році, щоб продовжити свою комедійну кар’єру повний робочий день у віці 40 років.

## Кар'єра
Бішоп вперше показав стендап-комедію в Манчестері в жовтні 2000 року, а наступного року дійшов до фіналу всіх головних конкурсів нових виконавців, включаючи «So You Think You're Funny», «Daily Telegraph Open Mic Awards», «BBC New Comedy Awards» та нагороду City Life North West Comedist of the Year Award, яку він виграв. 2002 року він був визнаний кращим новачком BBC Radio Merseyside, а в 2004 році отримав премію North West Comedy Award за найкращий стендап. 2009 року Бішоп вперше з'явився на «Michael McIntyre's Comedy Roadshow» в Манчестері. Того року він з'явився на Edinburgh Festival Fringe, де його шоу «Elvis Has Left the Building» було номіновано на «Едді» (Edinburgh Comedy Awards).
У 2009 році Бішоп з'явився в серіалі від Channel 4 «Comedy Showcase» і був учасником Celebrity Mastermind. Він також з'явився в ситкомі BBC Three «Обідні мавпи» у ролі пожежного Террі. Він п'ять разів з'являвся у шоу BBC Radio 5 «Fighting Talk», здобувши чотири перемоги в програмі. Його матеріал ґрунтується на його життєвому досвіді, включаючи батьківство, їзду на велосипеді навколо світу, гру в напівпрофесійний футбол та роботу швейцаром у нічному клубі. Перший виступ Бішопа на телебаченні відбувся в 2007 році в тематичному комедійному шоу RTÉ «Панель», де він був постійним учасником дискусії до 2008 року.  Потім він пішов на панельне шоу на Channel 4 «8 котів з 10», перш ніж з'явитися на шоу BBC «Наживо в Аполло». У грудні 2009 року Бішоп розпочав власне телешоу на LFC TV під назвою « John Bishop Meets...», де він брав інтерв’ю у колишніх футболістів «Ліверпуля».
У 2010 році Бішоп був капітаном команди знаменитостей у шоу «Що знають діти?» з Руфусом Гаундом, Джо Свошем і Сарою Кокс на каналі Watch. Він також з'являвся в програмах BBC «Mock the Week» і Radio 4 «Act Your Age». У 3 і 4 серії Скінс Бішоп зобразив батька Емілі і Кеті Фітч. 2010 року Бішоп з'явився у фільмі Кена Лоуча «Ірландський маршрут», прем'єра якого відбулася на Каннському кінофестивалі 2010 року . Бішоп є постійним учасником шоу Sky1 «A League of Their Own», а також стендап-шоу / скетч-шоу для BBC One під назвою «Британія Джона Бішопа». 11 липня 2010 року Бішоп посів друге місце у другій в історії грі «Скільки Пітера Джонса?» у прямому ефірі чемпіонату світу Джеймса Кордена на ITV. Він виступав як учасник дискусії в програмах BBC «У мене є новини для вас», «Чи збрехав я вам?», і на «QI». 28 жовтня 2010 року він також вів епізод 40 шоу «Have I Got News For You» .
12 лютого 2010 року під час виступу в шоу «Вечір П'ятниці з Джонатаном Россом» з'ясувалося, що до свого телевізійного прориву Бішоп працював як розігрів для шоу. У березні 2011 року Бішоп та інші коміки Алан Карр, Джеймс Корден, Кетрін Тейт і Девід Волліамс знялися у відео на сингл Take That «Happy Now» для Comic Relief. 24 червня 2012 року він з'явився на Desert Island Discs. 28 серпня та 4 вересня 2012 року він з'явився у серіалі «Обвинувачений» в ролі Пітера у двох епізодах. Наприкінці 2012 року Бішоп з’явився в серіалі BBC про генеалогію «Who Do You Think You Are?» і в одноразовому епізоді ITV під назвою Панто!, де він знявся у ролі місцевого диск-жокея Моркамба Льюїса Лауда. Станом на січень 2013 року Бішоп веде програму «Тільки жарти Джона Бішопа» на Sky1.
28 липня 2013 року Бішоп очолив фестиваль комедій Vodafone в Дубліні Iveagh Gardens. Перед концертом репортер на ім’я Браян Бойд взяв у нього інтерв’ю про його нещодавній шлюб і про те, як його дружина знову знайшла його смішним.
Автобіографія Бішопа під назвою «Як все це сталося?» опублікована в жовтні 2013 року. У листопаді 2013 року він проводив Королівський естрадний спектакль 2013 року в лондонському театрі Palladium у присутності Чарльза, принца Уельського та Камілли, герцогині Корнуольської.
У грудні 2014 року він з'явився у фільмі «Ніч з Оллі Марсом», де він і Оллі Марс посварилися між собою. 2015 року Бішоп представив власне вар’яте на BBC One під назвою «Шоу Джона Бішопа».
У травні 2015 року Бішоп з'явився як спеціальний гість на даті туру Марса Never Been Better в Ліверпулі та виконав з ним «Troublemaker».
У січні 2016 року він взяв участь у серіалі BBC «Stargazing Live», з’явившись з Європейського центру астронавтів, і після програми підготовки астронавтів Тімоті Піка з моделюванням виходу в відкритий космос під водою.
З вересня 2016 року Бішоп презентував шоу «Джон Бішоп: У розмові з...» для каналу W. В ефір вийшло два сезони: шоу повернеться третім сезоном.
21 вересня 2016 року було підтверджено, що Бішоп має роль у драматичному серіалі ITV «Безстрашний», який вийшов у ефір у 2017 році.
29 вересня 2016 року Бішоп оголосив, що у жовтні та листопаді 2017 року вп’яте вирушить у тур з шоу під назвою Wining It.
У серпні 2019 року Бішоп почав представляти футбольну програму під назвою Back of the Net для Amazon Prime Video з Пітером Краучем і Габбі Логан.
8 вересня 2020 року Бішоп і сценарист, актор і режисер Тоні Піттс запустили свій новий подкаст під назвою «Три маленькі слова». Цей подкаст був запущений на платформі подкастингу Crowd Network, який має фінансову підтримку від Джона Бішопа, і був започаткований групою колишніх керівників BBC.
1 січня 2021 року Бішоп оголосив, що приєднається до акторського складу «Доктора Хто» у ролі Дена, супутника Тринадцятого Доктора. 28 січня було оголошено, що Бішоп з'явиться в якості учасника 4-ого сезону The Great Stand Up to Cancer Bake Off навесні того ж року.

## Нагороди
На церемонії вручення премії British Comedy Awards 2010 року Бішоп отримав нагороду «Кращий проривний комедійний артист». У неділю, 23 січня 2011 року, він став «зіркою в автомобілі за розумною ціною» на Top Gear після того, як з’явився на шоу BBC Two. Він проїхав на Kia Ceed по тестовій трасі за 1 хвилину і 42,8 секунди, що зробило його найшвидшою зіркою останнього автомобіля за розумною ціною, посунувши з вершини Тома Круза. Рекорд Бішопа тривав майже півроку, поки його не побив Ровен Аткінсон (1 хвилина 42,2 секунди) у неділю, 17 липня 2011 року. Він також був найшвидшим у перегонах скелетона Ліги їхньої власної, перемігши Джорджі Томпсон та Джеймса Кордена.
18 липня 2014 року Бішоп був нагороджений почесною стипендією Ліверпульського університету Джона Марса на знак визнання його внеску в мистецтво та благодійну роботу під час церемонії в Англіканському соборі Ліверпуля.
11 липня 2018 року Бішоп отримав нагороду Celebrity Animal Champion на RSPCA Honors Awards за свою роботу з тваринами-рятувальниками. 25 липня 2019 року Бішоп здобув ступінь почесного доктора мистецтв у Манчестерському міському університеті за його благодійну діяльність та внесок, який він зробив у комедію та мистецтво.

## Благодійна робота
У 1992 році Бішоп їздив на велосипеді з Сіднея до Ліверпуля, зібравши 30 000 фунтів стерлінгів для NSPCC.
30 березня 2010 року Бішоп взяв участь у Channel 4's Comedy Gala, благодійному шоу, яке проводилося на допомогу лікарні Грейт-Ормонд-стріт, знято в прямому ефірі на O2 Arena в Лондоні.
У 2012 році Бішоп пройшов 470 км (290 миль) тріатлону із Парижа до Лондона за п’ять днів, щоб зібрати гроші для благодійної організації BBC Sport Relief. Його «тиждень пекла» розпочався біля Ейфелевої вежі 27 лютого, де він проїхав 298 км (185 миль) до Кале. Наступного дня він перетнув Ла-Манш у складі команди, в яку входили Давіна Макколл, Ендрю Флінтофф і Деніз Льюїс, а потім пробіг 140 км (90 миль) з Дувра до Лондона за три дні, фінішувавши на Трафальгарській площі 2 березня. 23 березня під час телемарафону Sport Relief було оголошено, що його зусилля зібрали 4,2 мільйона фунтів стерлінгів. Також у 2012 році він взяв участь у The Justice Collective для їхньої кавер-версії синглу The Hollies "He Ain't Heavy, He's My Brother" для благодійних організацій на допомогу жертвам катастрофи в Гіллсборо. 27 травня 2012 року взяв участь у матчі Soccer Aid для ЮНІСЕФ, виступаючи за збірну Англії, яка перемогла з рахунком 3–1.
У 2014 році Бішоп знову взяв участь у Sport Relief в якості капітана команди на змаганнях «Битва Титанів», змагаючись із Себастьяном Коу та його командою. У травні 2014 року Бішоп пожертвував 96 000 фунтів стерлінгів Групі підтримки сімей Гіллсборо після того, як його зворушили особисті заяви, надані родинами жертв під час їх розслідування. 8 червня 2014 року він взяв участь у своєму другому футбольному матчі Soccer Aid, знову граючи за збірну Англії, цього разу програвши решті світу з рахунком 4–2. 5 червня 2016 року він взяв участь у своєму третьому матчі Soccer Aid, виступаючи за збірну Англії.
19 квітня 2016 року Бішоп був ведучим комедійного концерту в Королівському Альберт-голі на допомогу Teenage Cancer Trust .
Бішоп брав участь у меморіальному матчі Кіарана Геддеса на стадіоні Дева, забив два голи, граючи зі своїм братом Едді за Честер.

## Особисте життя
Бішоп був одружений зі своєю дружиною Мелані з 1993 року, хоча вони були розлучені протягом 18 місяців, починаючи з 2000 року. У них троє синів: Джо (1994 р.н.), Люк (1996 р.н.) та Деніел (1998 р.н.). До 2019 року вони жили в Whatcroft Hall в Нортвічі, графство Чешир. Мав у власності будівлю георгіанської архітектури. У квітні 2019 року він продав будинок за 6,2 мільйона фунтів стерлінгів залізничному проєкту HS2, попри його голосну критику проєкту .
Бішоп любить грати у футбол і є затятим уболівальником ФК «Ліверпуль», про що часто говорять у шоу «Власна ліга», в якому він був учасником дискусії. У липні 2010 року він взяв участь у протестах проти тодішніх власників футбольного клубу «Ліверпуль» Тома Гікса та Джорджа Ґіллетта, а пізніше взяв участь у відео протесту зі знаменитостями на YouTube.
Бішоп попередньо записав відеозвернення до конференції Лейбористської партії 2011 року, яка проходила в Ліверпулі.
Бішоп був вегетаріанцем з 1985 року , що він обговорював у програмі Something for The Weekend на BBC Two та в епізоді про їжу у своєму стендап-шоу «Британія Джона Бішопа». 2013 року PETA оголосила його одним із «найсексуальніших вегетаріанців» року.
У вересні 2016 року, Бішоп посів десяте місце в Форбс в переліку Десяти найбільш високооплачуваних гумористів, заробляючи 5400000 £ в рік, що робить його також найприбутковішим коміком у Великобританії.
30 грудня 2020 року, під час пандемії COVID-19, Бішоп повідомив, що він і його дружина отримали позитивний результат на COVID-19 на Різдво, і описав це як «найгіршу хворобу, яку він коли-небудь мав».
Під час кермування в Уельсі 21 липня 2021 року Бішоп розбився на своєму Land Rover Discovery, коли намагався не врізатися в іншого водія, який звернув, щоб уникнути «великої курки». Він прямував на поромі до Ірландії і не постраждав.

## Фільмографія
| Рік       |     | Українська назва          | Оригінальна назва                                   | Роль                  |
| --------- | --- | ------------------------- | --------------------------------------------------- | --------------------- |
| 2007—2008 | с   | Панель                    | The Panel                                           | експерт               |
| 2008      | с   |                           | Celebrity Juice                                     | запрошений експерт    |
| 2009—2010 | с   | Наживо в Аполло           | Live at the Apollo                                  | запрошений виконавець |
| 2009—2010 | с   |                           | Michael McIntyre's Comedy Roadshow                  | запрошений виконавець |
| 2009—2010 | с   | Скінс                     | Skins                                               | Роб Фітч              |
| 2010—2011 | с   | Британія Джона Бішопа     | John Bishop's Britain                               | ведучий               |
| 2010—2011 | с   |                           | A League of Their Own                               |                       |
| 2010      | с   | У мене є новини для вас   | Have I Got News for You                             | запрошений ведучий    |
| 2010      | с   |                           | Mock the Week                                       | запрошений експерт    |
| 2010      | с   |                           | Would I Lie to You?                                 | запрошений експерт    |
| 2010      | ф   | Ірландський маршрут       | Route Irish                                         | Френкі                |
| 2011      | с   |                           | Top Gear                                            | гість                 |
| 2011      | с   |                           | Little Crackers                                     | Боббі                 |
| 2012      | с   |                           | Who Do You Think You Are?                           | себе                  |
| 2012      | с   |                           | Accused                                             | Пітер Картрайт        |
| 2012      | с   | Панто!                    | Panto!                                              | Льюїс Лауд            |
| 2013      | с   |                           | John Bishop's Only Joking                           | ведучий               |
| 2013—2015 | с   | Різдвяне шоу Джона Бішопа | John Bishop's Christmas Show                        | ведучий               |
| 2013      | с   |                           | Royal Variety Performance                           | ведучий               |
| 2014      | с   | Австралія Джона Бішопа    | John Bishop's Australia                             | ведучий               |
| 2014      | тф  | Ніч з Оллі Марсом         | A Night in With Olly Murs                           |                       |
| 2014      | док |                           | One Rogue Reporter                                  | гість                 |
| 2015      | с   |                           | Backchat                                            | гість                 |
| 2015      | с   | Шоу Джона Бішопа          | The John Bishop Show                                | ведучий               |
| 2015      | с   |                           | TFI Friday                                          | гість                 |
| 2015      | с   |                           | John Bishop's Gorilla Adventure                     | ведучий               |
| 2015      | с   |                           | Top Gear from A-Z                                   | оповідач              |
| 2016—нині | с   |                           | John Bishop: In Conversation With...                | ведучий               |
| 2016      | с   |                           | Jamie & Jimmy's Friday Night Feast                  | гість                 |
| 2017      | ф   | Смішна корова             | Funny Cow                                           | Колін Пайл            |
| 2017      | с   |                           | The Nightly Show                                    | запрошений ведучий    |
| 2017      | с   |                           | Fearless                                            | Стів Лівсі            |
| 2019      | с   | Ірландія Джона Бішопа     | John Bishop's Ireland                               | ведучий               |
| 2020      | с   |                           | John Bishop's Great Whale Rescue                    | ведучий               |
| 2021      | с   |                           | The Great Celebrity Bake Off For Stand Up to Cancer | гість                 |
| 2021      | с   |                           | The Masked Dancer                                   | запрошений експерт    |
| 2021—2022 | с   | Доктор Хто                | Doctor Who                                          | Ден Льюїс             |
| 2022      | с   | Шоу Джона Бішопа          | The John Bishop Show                                | ведучий               |

### Музичні відео
- 2011: Take That – "Happy Now" для Comic Relief
- 2012: The Justice Collective – "He Ain't Heavy, He's My Brother"

### Сцена
- 2009: Одна ніч в Стамбулі (англ. One Night in Istanbul) – Том

### Тури
- "Stick Your Job Up Your Ar**" Tour" (2007)
- "The Elvis Has Left the Building Tour" (2010)
- "The Sunshine Tour" (2011)
- "The Rollercoaster Tour" (2012)
- "Supersonic Tour" (2014)
- "Winging It" (2017)
- "Work In Progress" (2019)
- "Right Here Right Now" (2021)

### Релізи на DVD
| Назва                                | Дата релізу       | Примітки                                      |
| ------------------------------------ | ----------------- | --------------------------------------------- |
| The Elvis Has Left the Building Tour | 15 листопада 2010 | Живий запис із Ліверпульського театру імперії |
| The Sunshine Tour                    | 14 листопада 2011 | Живий запис із Ліверпульської арени Ехо       |
| Rollercoaster Tour 2012              | 12 листопада 2012 | Живий запис із Манчестерської Арени           |
| John Bishop Supersonic Live          | 15 листопада 2015 | Живий запис із Альберт-голу у Лондоні         |
| John Bishop Winging It Live          | 19 листопада 2018 | Живий запис із Лондонського Паладіуму         |